# Псалом 88
Восемьдесят восьмой псалом — 88-й псалом из книги Псалтирь (в масоретской нумерации — 89-й). Один из самых больших псалмов, завершающий третью часть Псалтири (псалмы 72—88). Относится к «царским» псалмам (в центре которых фигура царя). В христианской традиции также относится к «мессианским» псалмам.

## Надписание и авторство псалма
Псалом имеет надписание «Учение Ефама Езрахита» (מַשְׂכִּיל לְאֵיתָן הָאֶזְרָחִי‎). Большинство современных толкователей полагают, что автором псалма является Ефан, один из главных псалмопевцев царя Давида, упомянутый в 1Пар. 15:17. Разница в последней букве имени (Ефам/Ефан) является характерным для древнееврейских имён разночтением и имеется только в Септуагинте, в еврейском тексте её нет. Остаётся, однако, открытым вопрос о том, следует ли отождествлять псалмопевца Ефана с мудрецом Ефаном Езрахитянином, упомянутым в 3Цар. 4:31. Еврейская традиция считает возможным автором Авраама, что не согласуется с историческими данными.

## Содержание псалма
Бо́льшая часть псалма (стихи 2—38) представляет собой хваление Богу за Его совершенство и за завет, заключённый Им с царём Давидом. В дальнейшем, однако, (стихи 39—52) тон псалма совершенно меняется, оказывается, что царство потомков Давида находится в беде, и псалмопевец возносит к Богу молитву о помощи. Это указывает на два варианта времени написания псалма. Согласно первому варианту, псалом написан во время нападения Египта на Иудейское царство при внуке Давида Ровоаме (3Цар. 14:25, 26), что позволяет предположить, что автором псалма действительно был доживший до этого времени псалмопевец Давида Ефан. Согласно второму варианту, псалом составлен во времена последних иудейских царей, то есть в конце VII — начале VI веков до н. э. В последнем стихе тон псалмопевца вновь меняется, после жалобной молитвы он неожиданно возглашает: «Благословен Господь вовек! Аминь, аминь». Возможно, впрочем, что, поскольку этот псалом завершает третью книгу Псалтири, последний стих относится не к псалму, а ко всей книге.

## Богослужебное использование
Православие
88-й псалом читается при освящении икон Спасителя или различных икон вместе, во время Великого поста, до отдания праздника Богоявления, в Благовещение на утрени. Отдельные стихи псалма поют по разным случаям.
Англиканство
88:12 «Твои небеса и Твоя земля; вселенную и что наполняет её, Ты основал» произносят в молитве перед едой.
Иудаизм
Отдельные стихи 88-го псалма пели в утренних молитвах, в Хошанот и Слихот, в пост Гедалии.
88:16 «блажен народ, знающий трубный зов! Они ходят во свете лица Твоего, Господи» произносят в Рош ха-Шана после первого звука шофара, предшествуещего молитве «Ашрей». Чтение стиха в общинах ашкеназскогой традиции сопровождается красивой мелодией средневекового происхождения.
Католицизм
По уставу святого Бенедикта, 88-й псалом пели на утрени в пятницу.